# José Gregorio Guevara
José Gregorio Guevara Martínez (Achaguas, Venezuela, 29 de marzo de 1968-San Fernando de Apure, 29 de agosto de 2020) fue un político venezolano, militante del Partido Socialista Unido de Venezuela (PSUV), alcalde del municipio Achaguas, estado Apure, por el período 2013-2017 y reelecto para el período 2017-2021. Guevara no pudo terminar su periodo al fallecer 29 de agosto de 2020 a causa de COVID-19. Fue remplazado por Daniel Oswaldo Nieves en aprobación del concejo municipal. Guevara era también conocido como Goyo.

## Carrera política
Guevara era técnico superior en Agronomía ingeniero agropecuario. Fue de dirigente del Partido Socialista Unido de Venezuela (PSUV) en el estado Apure Y ejerció varios cargos políticos en el estado a lo largo de su vida.
En las elecciones municipales de 2013 fue elegido por el PSUV como alcalde del municipio Achaguas con el 65,38% % de 14 048 votos para el período 2013-2017. Para 2017, se realizaron las elecciones municipales de ese año en donde resultó reelecto con el 55,75 % de 13 074 votos, lapso que no pudo culminar debido a falleció. Posteriormente el cargo de la alcaldía del municipio Achaguas, fue remplazado por Daniel Oswaldo Nieves.

## Fallecimiento
Guevara habría presentado síntomas respiratorios, y el 29 de agosto de 2020, falleció en el Unidad de Cuidados Intensivos del Hospital Pablo Acosta Ortiz en San Fernando de Apure, después de casi dos semanas. El gobernador del estado Apure, Ramón Carrizalez, informó sobre la muerte de Guevara y aseguró que ingresó al centro de salud en malas condiciones. El gobernador de Apure, Ramón Carrizales, decretó tres días de duelo en la entidad y llamó a la población ir oportunamente al médico ante la presencia de síntomas de la enfermedad.